# Tatiana Figueiredo
Tatiana Figueiredo (Rio de Janeiro, 29 de junho de 1968) é uma ex-ginasta brasileira, que competiu em provas de ginástica artística. Representou o Brasil nos Jogos Olímpicos de Verão de 1984, em Los Angeles.

## Biografia
Começou a treinar ginástica no Esporte Clube Pinheiros, em São Paulo. No Rio de Janeiro, seguiu para o Tijuca e depois passou pelo projeto olímpico do Cefan, da Marinha. Aos 13 anos, seguiu para os Estados Unidos.
Nos Jogos Pan-Americanos de 1983, em Caracas, foi medalha de bronze na disputa por equipes.
Figueiredo representou a equipe brasileira que disputou os Jogos Olímpicos de Los Angeles, nos Estados Unidos. Neles, como única representante do Brasil, atingiu a 27ª colocação no individual geral, em prova conquistada pela anfitriã Mary Lou Retton.
Seguiu competindo pelo Clube de Regatas do Flamengo até 1985, quando voltou aos Estados Unidos para cursar Educação Física pela Universidade de Oklahoma. Participou de competições universitárias até o início da década de 1990.